# Kinangopa
Kinangopa is een geslacht van rechtvleugeligen uit de familie veldsprinkhanen (Acrididae). De wetenschappelijke naam van dit geslacht is voor het eerst geldig gepubliceerd in 1938 door Uvarov.

## Soorten
Het geslacht Kinangopa  is monotypisch en omvat slechts de volgende soort:
- Kinangopa jeanneli (Uvarov, 1938)